# Kostel Archanděla Michaela (Moravskoslezský Kočov)
Kostel Archanděla Michaela v obci Moravskoslezský Kočov (okres Bruntál) je farní kostel přestavěn v roce 1793–1795 a kulturní památka České republiky.

## Historie
První písemné zmínky pocházejí z roku 1377. Původní jádro kostela je starší, z této doby se dochovala renesanční věž s fragmenty sgrafity. V roce 1658 byl kostel opraven. V letech 1793–1795 byl kostel přestavěn a empírově upraven v roce 1823. V roce 1883 a v polovině 20. století byl kostel opravován. V roce 2010 byly opraveny na náklady obce věžní hodiny.
Kolem hřbitova byla postavena kamenná hřbitovní zeď.
Farní kostel patří Děkanátu Bruntál.

## Popis
Klasicistní jednolodní zděná stavba s hranolovou věží vtaženou do západního průčelí. Loď má téměř čtvercový půdorys. Kněžiště, ke kterému přiléhá čtyřboká sakristie, je mírně odsazené. Vstup do kostela prochází plochostropým podvěžím. Po bocích věže vede schodiště na tribuny.
Varhany pocházeji pravděpodobně z 19. století, které vyrobila je firma Rieger v Krnově.